# Episodi di Love Songs Love Series (prima stagione)
La prima stagione della serie televisiva Love Songs Love Series è andata in onda su GMM 25 dal 4 maggio al 28 luglio 2016, composta da sei gruppi di episodi, ognuno con il nome di un brano musicale: Rudoororn (canzone originale dei Paradox), Sookah yoo hon dai (canzone originale dei 25hours), Peuan sanit (canzone originale degli Endorphine), Prom likit (canzone originale dei Big Ass), Kob koon tee ruk gun (canzone originale dei Potato) e Kon mai jum pen (canzone originale dei Getsunova).

Logo e protagonisti del gruppo di episodi Rudoororn. Da sinistra, Pathompong Reonchaidee, Sananthachat Thanapatpisal, Krittawat Aekkachai, Khawisara Haaorangsee e Chonlathorn Kongyingyong

| Gruppo di episodi                 | n° | Titolo      | Prima TV       |
| --------------------------------- | -- | ----------- | -------------- |
| Rudoororn (ฤดูร้อน)                 | 1  | Episodio 1  | 4 maggio 2016  |
| Rudoororn (ฤดูร้อน)                 | 2  | Episodio 2  | 5 maggio 2016  |
| Rudoororn (ฤดูร้อน)                 | 3  | Episodio 3  | 11 maggio 2016 |
| Rudoororn (ฤดูร้อน)                 | 4  | Episodio 4  | 12 maggio 2016 |
| Rudoororn (ฤดูร้อน)                 | 5  | Episodio 5  | 18 maggio 2016 |
| Rudoororn (ฤดูร้อน)                 | 6  | Episodio 6  | 19 maggio 2016 |
| Sookah yoo hon dai (สุขาอยู่หนใด)    | 7  | Episodio 7  | 25 maggio 2016 |
| Sookah yoo hon dai (สุขาอยู่หนใด)    | 8  | Episodio 8  | 26 maggio 2016 |
| Sookah yoo hon dai (สุขาอยู่หนใด)    | 9  | Episodio 9  | 1º giugno 2016 |
| Sookah yoo hon dai (สุขาอยู่หนใด)    | 10 | Episodio 10 | 2 giugno 2016  |
| Peuan sanit (เพื่อนสนิท)             | 11 | Episodio 11 | 8 giugno 2016  |
| Peuan sanit (เพื่อนสนิท)             | 12 | Episodio 12 | 9 giugno 2016  |
| Peuan sanit (เพื่อนสนิท)             | 13 | Episodio 13 | 15 giugno 2016 |
| Peuan sanit (เพื่อนสนิท)             | 14 | Episodio 14 | 16 giugno 2016 |
| Prom likit (พรหมลิขิต)              | 15 | Episodio 15 | 22 giugno 2016 |
| Prom likit (พรหมลิขิต)              | 16 | Episodio 16 | 23 giugno 2016 |
| Prom likit (พรหมลิขิต)              | 17 | Episodio 17 | 29 giugno 2016 |
| Prom likit (พรหมลิขิต)              | 18 | Episodio 18 | 30 giugno 2016 |
| Kob koon tee ruk gun (ขอบคุณที่รักกัน) | 19 | Episodio 19 | 6 luglio 2016  |
| Kob koon tee ruk gun (ขอบคุณที่รักกัน) | 20 | Episodio 20 | 7 luglio 2016  |
| Kob koon tee ruk gun (ขอบคุณที่รักกัน) | 21 | Episodio 21 | 13 luglio 2016 |
| Kob koon tee ruk gun (ขอบคุณที่รักกัน) | 22 | Episodio 22 | 14 luglio 2016 |
| Kon mai jum pen (คนไม่จำเป็น)       | 23 | Episodio 23 | 20 luglio 2016 |
| Kon mai jum pen (คนไม่จำเป็น)       | 24 | Episodio 24 | 21 luglio 2016 |
| Kon mai jum pen (คนไม่จำเป็น)       | 25 | Episodio 25 | 27 luglio 2016 |
| Kon mai jum pen (คนไม่จำเป็น)       | 26 | Episodio 26 | 28 luglio 2016 |